# Kick Sauber C45
Der Kick Sauber C45 ist der Formel-1-Rennwagen vom Stake F1 Team für die Formel-1-Weltmeisterschaft 2025. Er ist der 33. Formel-1-Wagen von Sauber und der zweite, der unter der Bezeichnung Stake F1 Team gemeldet ist. Er wurde am 18. Februar 2025 in London präsentiert. Da es sich bei der Umbenennung des Teams um ein reines Titelsponsoring handelt, wird bei der Bezeichnung des Wagens die bisherige Nomenklatur fortgeführt. Die Bezeichnung setzt sich somit, wie bei allen Fahrzeugen von Sauber, aus dem C für Christiane, der Ehefrau von Teamgründer Peter Sauber, gefolgt von einer fortlaufenden Nummer, zusammen.

## Technik und Entwicklung
Das Auto wurde so konzipiert, dass es auf dem Entwicklungspaket aufbaut, das gegen Ende der Saison für das Vorgängermodell Kick Sauber C44 eingeführt wurde, und verfügt über Änderungen in den Bereichen Aerodynamik, Aufhängung und Kühlung.
Der Kick Sauber C45 verfügt, wie alle Formel-1-Fahrzeuge seit 2011, über ein Drag Reduction System (DRS), das durch Flachstellen eines Teils des Heckflügels den Luftwiderstand des Fahrzeugs auf den Geraden verringert, wenn es eingesetzt werden darf. Auch das DRS wird mit einem Schalter am Lenkrad des Wagens aktiviert.
Der Kick Sauber C45 ist mit dem Halo-System ausgestattet, das einen zusätzlichen Schutz für den Kopf des Fahrers bietet.

## Lackierung und Sponsoring
Der C45 ist überwiegend in Grün und Schwarz gehalten, den Farben der Hauptsponsoren Stake und Kick. Weitere Sponsoren sind Mascot Workwear, SenseTime und Singha.

## Fahrer
Das Team tritt in der Saison 2025 mit dem Deutschen Nico Hülkenberg und dem Brasilianer Gabriel Bortoleto an. Bortoleto bestreitet seine erste und Hülkenberg seine zweite Saison, nachdem er bereits 2013 für das Team fuhr.

## Ergebnisse

### Vereinfachte Darstellung
| Fahrer                          | Nr.                             | 1   | 2  | 3  | 4   | 5  | 6   | 7  | 8  | 9  | 10 | 11 | 12  | 13   | 14 | 15 | 16 | 17 | 18 | 19 | 20 | 21 | 22 | 23 | 24 | Punkte | Rang |
| ------------------------------- | ------------------------------- | --- | -- | -- | --- | -- | --- | -- | -- | -- | -- | -- | --- | ---- | -- | -- | -- | -- | -- | -- | -- | -- | -- | -- | -- | ------ | ---- |
| Formel-1-Weltmeisterschaft 2025 | Formel-1-Weltmeisterschaft 2025 |     |    |    |     |    |     |    |    |    |    |    |     |      |    |    |    |    |    |    |    |    |    |    |    | 43     | 6.   |
| N. Hülkenberg                   | 27                              | 7   | 15 | 16 | DSQ | 15 | 14  | 12 | 16 | 5  | 8  | 9  | 3   | 1218 |    |    |    |    |    |    |    |    |    |    |    | 43     | 6.   |
| G. Bortoleto                    | 05                              | DNF | 14 | 19 | 18  | 18 | DNF | 18 | 14 | 12 | 14 | 8  | DNF | 9    |    |    |    |    |    |    |    |    |    |    |    | 43     | 6.   |

| Legende  | Legende            | Legende                                                          |
| Farbe    | Abkürzung          | Bedeutung                                                        |
| -------- | ------------------ | ---------------------------------------------------------------- |
| Gold     | –                  | Sieg                                                             |
| Silber   | –                  | 2. Platz                                                         |
| Bronze   | –                  | 3. Platz                                                         |
| Grün     | –                  | Platzierung in den Punkten                                       |
| Blau     | –                  | Klassifiziert außerhalb der Punkteränge                          |
| Violett  | DNF                | Rennen nicht beendet (did not finish)                            |
| Violett  | NC                 | nicht klassifiziert (not classified)                             |
| Rot      | DNQ                | nicht qualifiziert (did not qualify)                             |
| Rot      | DNPQ               | in Vorqualifikation gescheitert (did not pre-qualify)            |
| Schwarz  | DSQ                | disqualifiziert (disqualified)                                   |
| Weiß     | DNS                | nicht am Start (did not start)                                   |
| Weiß     | WD                 | zurückgezogen (withdrawn)                                        |
| Hellblau | PO                 | nur am Training teilgenommen (practiced only)                    |
| Hellblau | TD                 | Freitags-Testfahrer (test driver)                                |
| ohne     | DNP                | nicht am Training teilgenommen (did not practice)                |
| ohne     | INJ                | verletzt oder krank (injured)                                    |
| ohne     | EX                 | ausgeschlossen (excluded)                                        |
| ohne     | DNA                | nicht erschienen (did not arrive)                                |
| ohne     | C                  | Rennen abgesagt (cancelled)                                      |
| ohne     | keine WM-Teilnahme |                                                                  |
| sonstige | P/fett             | Pole-Position                                                    |
| sonstige | 1/2/3/4/5/6/7/8    | Punktplatzierung im Sprint-/Qualifikationsrennen                 |
| sonstige | SR/kursiv          | Schnellste Rennrunde                                             |
| sonstige | *                  | nicht im Ziel, aufgrund der zurückgelegten Distanz aber gewertet |
| sonstige | ()                 | Streichresultate                                                 |
| sonstige | unterstrichen      | Führender in der Gesamtwertung                                   |

### Detaillierte Darstellung inkl. Sprintrennen (SPR) und Hauptrennen (HAU)
| Pos                             | Fahrer        | Nr. | 1   | 2   | 2   | 3   | 4   | 5   | 6   | 6   | 7   | 8  | 9  | 10 | 11 | 12  | 13 | 13 | 14 | 15 | 16 | 17 | 18 | 19 | 19 | 20 | 21 | 21 | 22 | 23 | 23 | 24 | Punkte |
| ------------------------------- | ------------- | --- | --- | --- | --- | --- | --- | --- | --- | --- | --- | -- | -- | -- | -- | --- | -- | -- | -- | -- | -- | -- | -- | -- | -- | -- | -- | -- | -- | -- | -- | -- | ------ |
| Formel-1 Weltmeisterschaft 2025 |               |     |     |     |     |     |     |     |     |     |     |    |    |    |    |     |    |    |    |    |    |    |    |    |    |    |    |    |    |    |    |    |        |
| SPR                             | HAU           | SPR | HAU | SPR | HAU | SPR | HAU | SPR | HAU | SPR | HAU |    |    |    |    |     |    |    |    |    |    |    |    |    |    |    |    |    |    |    |    |    |        |
| 9.                              | N. Hülkenberg | 27  | 7   | 19  | 15  | 16  | DSQ | 15  | 9   | 14  | 12  | 16 | 5  | 8  | 9  | 3   | 18 | 12 |    |    |    |    |    |    |    |    |    |    |    |    |    |    | 37     |
| 19.                             | G. Bortoleto  | 5   | DNF | 18  | 14  | 19  | 18  | 18  | 15  | DNF | 18  | 14 | 12 | 14 | 8  | DNF | 9  | 9  |    |    |    |    |    |    |    |    |    |    |    |    |    |    | 6      |

| Legende  | Legende            | Legende                                                          |
| Farbe    | Abkürzung          | Bedeutung                                                        |
| -------- | ------------------ | ---------------------------------------------------------------- |
| Gold     | –                  | Sieg                                                             |
| Silber   | –                  | 2. Platz                                                         |
| Bronze   | –                  | 3. Platz                                                         |
| Grün     | –                  | Platzierung in den Punkten                                       |
| Blau     | –                  | Klassifiziert außerhalb der Punkteränge                          |
| Violett  | DNF                | Rennen nicht beendet (did not finish)                            |
| Violett  | NC                 | nicht klassifiziert (not classified)                             |
| Rot      | DNQ                | nicht qualifiziert (did not qualify)                             |
| Rot      | DNPQ               | in Vorqualifikation gescheitert (did not pre-qualify)            |
| Schwarz  | DSQ                | disqualifiziert (disqualified)                                   |
| Weiß     | DNS                | nicht am Start (did not start)                                   |
| Weiß     | WD                 | zurückgezogen (withdrawn)                                        |
| Hellblau | PO                 | nur am Training teilgenommen (practiced only)                    |
| Hellblau | TD                 | Freitags-Testfahrer (test driver)                                |
| ohne     | DNP                | nicht am Training teilgenommen (did not practice)                |
| ohne     | INJ                | verletzt oder krank (injured)                                    |
| ohne     | EX                 | ausgeschlossen (excluded)                                        |
| ohne     | DNA                | nicht erschienen (did not arrive)                                |
| ohne     | C                  | Rennen abgesagt (cancelled)                                      |
| ohne     | keine WM-Teilnahme |                                                                  |
| sonstige | P/fett             | Pole-Position                                                    |
| sonstige | 1/2/3/4/5/6/7/8    | Punktplatzierung im Sprint-/Qualifikationsrennen                 |
| sonstige | SR/kursiv          | Schnellste Rennrunde                                             |
| sonstige | *                  | nicht im Ziel, aufgrund der zurückgelegten Distanz aber gewertet |
| sonstige | ()                 | Streichresultate                                                 |
| sonstige | unterstrichen      | Führender in der Gesamtwertung                                   |